# Escut de Singapur
L'escut de Singapur va ser adoptat el 3 de desembre de 1959. Les armes consisteixen en un camper de gules on figura un muntant (mitja lluna amb les banyes cap amunt) d'argent sobremuntat per cinc estrelles de cinc puntes del mateix metall col·locades 1, 2, 2.
L'escut estatal consta d'un escut amb una lluna creixent blanca i cinc estrelles blanques sobre un fons vermell. El vermell és un símbol de la fraternitat universal i la igualtat de l'home, i el blanc significa la puresa i la virtut perennes i omnipresents. Les cinc estrelles representen els cinc ideals de democràcia, pau, progrés, justícia i igualtat.
Suporten l'escut un lleó a l'esquerra i un tigre a la dreta. A sota de l'escut hi ha una pancarta inscrita amb el lema de la República, Majulah Singapura ("Endavant Singapur"), que és el títol de l'Himne Nacional. El lleó representa el mateix Singapur i el tigre, els vincles històrics de l'illa amb Malàisia.